# Eremogeton grandiflorus
Eremogeton grandiflorus là một loài thực vật có hoa trong họ Huyền sâm. Loài này được (A.Gray) Standl. & L.O.Williams mô tả khoa học đầu tiên năm 1953.